# Glyceryltritridecanoaat
Glyceryltritridecanoaat is een triglyceride die geen andere vetzuren bevat dan tridecaanzuur. 

## Synthese
Glyceryltritridecanoaat kan eenvoudigweg bereid worden middels een Fischer-esterificatie van tridecaanzuur met glycerol.

## Toepassingen
Tridecaanzuur komt niet voor in de natuur omdat in de natuur alleen vetzuren met een even aantal koolstofatomen voorkomen. Dankzij dat gegeven kan glyceryltritridecanoaat als interne standaard gebruikt worden bij de chemische analyse van natuurlijke vetten met behulp van bijvoorbeeld gaschromatografie.